# Olatz Fernández
Olatz Fernández de Arroyabe est une joueuse espagnole de rugby à XV, née le 18 mars 1970, de 1,58 m pour 62 kg, occupant le poste de troisième ligne aile (n°6 ou 7) pour le club de Getxo R.T. et en sélection nationale pour l'équipe d'Espagne.
Elle participe au Tournoi des six nations féminin.
Elle est sélectionnée pour la Coupe du monde féminine de rugby à XV qui commence le 31 août 2006.

## Palmarès
- 42 sélections en équipe d'Espagne
- participations au Tournoi des six nations féminin
- participations aux Coupe du monde féminine de rugby à XV 1998 et Coupe du monde féminine de rugby à XV 2002